# بيت قبعان (الرجم)

تعديل مصدري - تعديل

بيت قبعان هي إحدى قرى عزلة بني المصعب بمديرية الرجم التابعة لمحافظة المحويت، بلغ تعداد سكانها 11 نسمة حسب تعداد اليمن لعام 2004.